# Paribuan
Paribuan is een bestuurslaag in het regentschap Simalungun van de provincie Noord-Sumatra, Indonesië. Paribuan telt 1953 inwoners (volkstelling 2010).